# Bisoprololo
Il bisoprololo è un farmaco utilizzato nel trattamento dell'insufficienza cardiaca e dell'ipertensione; appartenente alla classe dei β-bloccanti, altamente β1-selettivo, quindi è in grado di interagire con il sistema simpatico, per garantire il mantenimento di una gittata cardiaca ottimale.

## Indicazioni
Il farmaco è utilizzato nel trattamento dell'insufficienza cardiaca cronica e stabile con ridotta funzione sistolica del ventricolo sinistro. Recentemente è stato utilizzato anche nel trattamento dell'ipertensione, in combinazione con diuretici. Essendo un antagonista β1-adrenergico selettivo, può essere somministrato anche in pazienti con concomitante BPCO (broncopneumopatia cronica ostruttiva) in fase di stabilità clinica e malattia cardiaca. La selettività β1 è importante perché un antagonista non selettivo, al contrario, potrebbe causare broncocostrizione, data dal blocco dei recettori β2-adrenergici presenti nei polmoni, deputati invece alla broncodilatazione (utile in tutte le malattie respiratorie).

## Controindicazioni
Ad alte dosi tutti i β-bloccanti, anche quelli selettivi β1, possono portare all'insorgenza di asma bronchiale.
L'assunzione di bisoprololo è controindicata nei pazienti con: shock cardiogeno, arresto atrio-ventricolare di secondo o terzo grado (senza pacemaker), sindrome del seno malato, blocco del seno atriale, bradicardia sintomatica, ipotensione sintomatica, asma bronchiale grave o malattia polmonare cronica ostruttiva grave, acidosi metabolica, feocromocitoma non trattato, forma grave di occlusione arteriosa periferica o forme gravi della sindrome di Raynaud, ipersensibilità al bisoprololo, insufficienza cardiaca acuta o episodi di insufficienza cardiaca scompensata che richiedono terapia inotropa (via endovenosa).

## Dosaggi
Insufficienza cardiaca: da 1,25 mg/die a 10 mg/die (dose massima giornaliera, da non superare) in dosi progressivamente crescenti in base alla tollerabilità. Il trattamento con bisoprololo deve incominciare con una dose minima, seguita da un aumento graduale della dose, fino al raggiungimento di una dose ottimale (dose efficace e ben tollerata). Nella prima fase della terapia è raccomandabile uno stretto monitoraggio dei segni vitali (frequenza cardiaca e pressione arteriosa) e degli eventuali sintomi di un peggioramento dell'insufficienza cardiaca.
Ipertensione: 5-10 mg al giorno.

## Modo di somministrazione
La somministrazione è orale: le compresse vanno assunte al mattino e possono essere prese con del cibo. Devono essere inghiottite con del liquido ed è importante non masticarle.

## Trattamento dell’insufficienza cardiaca cronica stabile
Il trattamento standard dell’insufficienza cardiaca cronica consiste in un ACE inibitore (o un antagonista dei recettori dell’angiotensina in caso di intolleranza agli ACE inibitori), un β-bloccante, diuretici e, se appropriato glicosidi cardioattivi. All’inizio del trattamento con il bisoprololo, i pazienti devono essere in condizioni cliniche stabili (senza scompenso acuto). Durante la fase di titolazione e in periodi successivi può manifestarsi un transitorio peggioramento dell’insufficienza cardiaca, ipotensione e bradicardia.

## Modifiche del trattamento
In caso di bassa tollerabilità del trattamento, di peggioramento transitorio dell'insufficienza cardiaca, di ipotensione o di bradicardia, la posologia deve essere riesaminata. Si potrà incominciare una graduale riduzione della dose fino alla sospensione. È importante non sospendere bruscamente il trattamento in quanto questo potrebbe portare a un deterioramento acuto delle condizioni del paziente.

## Sovradosaggio
I sintomi più comuni in caso di sovradosaggio, generalmente, sono: brachicardia, ipotensione, broncospasmo e ipoglicemia. In caso di sovradosaggio, il trattamento con bisoprololo deve essere interrotto e instaurata una terapia di supporto e sintomatica. In base alle azioni farmacologiche attese e alle raccomandazioni di altri β-bloccanti, nel caso in cui siano giustificate clinicamente, bisogna prendere in considerazione le seguenti misure generali:
- bradicardia: somministrare atropina per endovena. In caso di risposta inadeguata può essere somministrato un farmaco con azione cronotropa positiva;[6]
- ipotensione: devono essere somministrati liquidi e vasopressori per via endovenosa;[6]
- blocco atrio-ventricolare: i pazienti devono essere accuratamente monitorati e trattati con isoprenalina per infusione;[6]
- peggioramento acuto dell'insufficienza cardiaca: somministrare diuretici per via endovenosa e vasodilatatori;[6]
- broncospasmo: somministrare broncodilatatori come isoprenalina;[6]
- ipoglicemia: somministrare glucosio in endovena, il bisoprololo potrebbe diminuire il rilascio di glucosio dal fegato.[6]

## Effetti indesiderati
Effetti indesiderati (suddivisi in base alla frequenza di comparsa dell'effetto):
- Molto comune (incidenza {\displaystyle \geq } 1/10): bradicardia.[7]
- Comune (incidenza {\displaystyle \geq }1/100, < 1/10): peggioramento dell'insufficienza cardiaca, vertigini, mal di testa, disturbi gastrointestinali (nausea, vomito, diarrea, stipsi), sensazione di freddo o intorpidimento degli arti, ipotensione, astenia, affaticamento.[7]
- Non comune (incidenza {\displaystyle \geq }1/1000, < 1/100): disturbi della conduzione atrio-ventricolare, broncospasmo in pazienti con asma bronchiale o anamnesi di malattia ostruttiva delle vie aeree, debolezza muscolare, crampi muscolari, depressione, disturbi del sonno.[7]
- Raro (incidenza {\displaystyle \geq }1/10000, <1/1000): aumento dei trigliceridi, aumento degli enzimi epatici (ALT, AST), sincope, riduzione della lacrimazione (fare attenzione se si usano lenti a contatto), disturbi dell'udito, rinite allergica, reazioni di ipersensibilità (prurito, arrossamento ed eruzione cutanea), epatite, disturbi della funzione sessuale maschile, incubi, allucinazioni.[7]
- Molto raro (incidenza < 1/10000): congiuntivite, può esacerbare o provocare psoriasi, alopecia.[7]

Dopo la commercializzazione del farmaco è importante la raccolta di segnalazioni di reazioni avverse sospette (questo fa parte del monitoraggio detto farmacovigilanza), in modo tale da permettere un continuo monitoraggio del farmaco in un range di persone molto ampio. Le segnalazioni vanno fatte al farmacista, al medico o agli operatori sanitari.

## Proprietà farmacologiche

### Proprietà farmacodinamiche

#### Meccanismo d’azione
Bisoprololo è un β-bloccante altamente selettivo per i recettori β1. Presenta una bassa affinità verso i recettori β2 della muscolatura liscia bronchiale e vasale così come verso i recettori β2 che regolano il metabolismo. Di conseguenza, generalmente, non è atteso che il bisoprololo influenzi la resistenza delle vie aeree e gli effetti metabolici mediati dai recettori β2.

#### Effetti farmacodinamici
Come con altri agenti β1-bloccanti, il meccanismo d'azione nell'ipertensione non è chiaro, ma è noto che bisoprololo deprime notevolmente i livelli plasmatici di renina.
Nei pazienti con angina, il blocco dei β1-recettori riduce l'azione del cuore e in tal modo diminuisce la richiesta di ossigeno. Quindi il bisoprololo è efficace per eliminare o ridurre i sintomi.
Nella somministrazione acuta in pazienti con malattia coronarica senza insufficienza cardiaca cronica, il bisoprololo riduce la frequenza cardiaca e la gittata sistolica: quindi la gittata cardiaca e il consumo di ossigeno. Nella somministrazione cronica inizialmente l'elevata resistenza periferica diminuisce.

### Proprietà farmacocinetiche

#### Assorbimento e distribuzione
Dopo la somministrazione orale, il bisoprololo possiede una biodisponibilità di circa 80%, mentre per il 30% si lega alle proteine plasmatiche.
L'assorbimento non è influenzato dal cibo.
Il volume di distribuzione è di 3,5 litri per kg di peso corporeo.
Ha un'emivita plasmatica molto lunga: 10-12 ore; basta, quindi, una singola somministrazione giornaliera. Viene ulteriormente prolungata se il paziente soffre di insufficienza renale.

#### Biotrasformazione ed eliminazione
Il bisoprololo viene eliminato attraverso due vie: il 50% è trasformato in metaboliti inattivi a livello epatico che vengono eliminati per via renale, meno del 2% viene escreto con le feci, il resto rimane immodificato ed escreto sempre per via renale.
Il bisoprololo viene eliminato per via sia epatica sia renale, ma solitamente non viene modificata la dose assunta da pazienti con problemi di funzionalità a questi organi. 
Non si hanno ancora studi approfonditi e accurati sulla cinetica di questo farmaco in pazienti afflitti da insufficienza di uno di questi due organi deputati all'eliminazione (fegato e rene) che soffrono anche di scompenso cardiaco cronico stabile. Nei pazienti, invece, con insufficienza cardiaca cronica (NYHA classe III), la concentrazione plasmatica e l'emivita del farmaco risultano maggiori rispetto ai volontari sani.

## Avvertenze speciali e precauzioni per l'uso

### Avvertenze speciali
Nei pazienti con cardiopatia ischemica la sospensione della terapia con bisoprololo non deve avvenire improvvisamente, in quanto questo potrebbe portare a un peggioramento della patologia stessa.

### Precauzioni
Evitare l'assunzione concomitante di amiodarone poiché potrebbe causare soppressione delle reazioni compensatorie del sistema simpatico.
All’inizio del trattamento con bisoprololo è necessaria un'osservazione costante del paziente. Non ci sono evidenze terapeutiche del bisoprololo nel trattamento dell’insufficienza cardiaca in pazienti con le seguenti malattie e condizioni:
- Diabete mellito di tipo 1.[11]
- Alterazioni funzionalità renale.[11]
- Grave alterazione della funzionalità epatica.[11]
- Cardiomiopatia restrittiva.[11]
- Malattie cardiache congenite.[11]
- Malattie valvolari organiche emodinamicamente significative.[11]
- Infarto del miocardio (nei 3 mesi precedenti).[11]

Per cui il bisoprololo deve essere usato con attenzione in caso di:
- Diabete mellito con glicemia instabile, infatti i sintomi di ipoglicemia (ad esempio: tachicardia, palpitazioni o sudorazione) potrebbero essere mascherati;[11]
- digiuno stretto;[11]
- terapia di sensibilizzazione in corso. Come altri beta bloccanti, il bisoprololo potrebbe aumentare sia la sensibilità verso gli allergeni sia la gravità delle reazioni allergiche. Inoltre il trattamento con epinefrina potrebbe non essere soddisfacente;[11]
- blocco atrioventricolare di primo grado;[11]
- angina di Prinzmetal;[11]
- sindrome da occlusione arteriosa periferica. Un aumento dei disturbi potrebbero verificarsi specialmente nelle prime fasi della terapia.[11]

Nei pazienti con psoriasi (malattia infiammatoria della pelle), deve essere valutato attentamente il rapporto rischio-beneficio prima della somministrazione di β-bloccanti e quindi anche del bisoprololo. Durante la terapia con bisoprololo possono essere sottostimati i sintomi di una tireotossicosi. 
Nei pazienti con feocromocitoma, il bisoprololo deve essere somministrato insieme con un α-bloccante. 
Nei pazienti sottoposti ad anestesia generale il blocco beta riduce l’incidenza di aritmie e di ischemia miocardica durante l’induzione e l’intubazione, e nel periodo dopo l'intervento chirurgico. Si raccomanda: un trattamento β-bloccante somministrato in maniera continua da prima dell'intervento chirurgico e mantenuto fino alla fine di questo. L’anestesista deve essere informato dell’uso del β-bloccante a causa delle potenziali interazioni con altri farmaci che possono provocare riduzione del ritmo cardiaco, attenuazione della tachicardia riflessa e diminuzione della capacità di compensare in via riflessa la perdita di sangue. Se si ritiene necessario interrompere la terapia betabloccante prima di un intervento chirurgico, l’interruzione deve essere fatta in modo graduale e completata circa 48 ore prima dell’anestesia. 
Nel trattamento dell'asma bronchiale, o in altre malattie polmonari croniche che possono causare sintomi simili, deve essere somministrata una terapia concomitante con broncodilatatori. Occasionalmente può manifestarsi un aumento della resistenza delle vie aeree, quindi potrebbe essere necessario un aumento della dose di β2 stimolanti.

## Interazioni con altri medicinali e altre forme di interazione

### Associazioni non raccomandate
- Farmaci antiaritmici di classe I (ad esempio: chinidina, disopiramide, lidocaina, fenitoina, flecainide, propafenone): l’effetto sul tempo di conduzione atrio-ventricolare può essere potenziato e l’effetto inotropo negativo aumentato (ovvero diminuisce la forza contrattile del cuore).[10]
- Calcio antagonisti come verapamil ma anche diltiazem: anch'essi riducono la contrattilità e la conduzione cardiaca, ipotensione e blocco atrioventricolare.[10]
- Farmaci anti-ipertensivi ad azione centrale (ad esempio: clonidina, metildopa, moxonidina): questi agendo centralmente possono diminuire ulteriormente la riduzione della frequenza e della gittata cardiaca e della vasodilatazione. Se si interrompe la terapia bruscamente può aumentare il rischio di ipertensione di rimbalzo.[10]

### Associazioni da usare con cautela
- Calcio antagonisti diidropiridinici come felodipina e amlodipina: nei pazienti con insufficienza cardiaca, l’uso concomitante può aumentare il rischio di ipotensione o comportare un peggioramento dello stato funzionale della pompa ventricolare.[10]
- Farmaci antiaritmici di classe III (ad esempio: amiodarone): può aumentare gli effetti del farmaco.[10]
- Farmaci parasimpaticomimetici: aumenta il tempo di conduzione atrio-ventricolare, con rischio di un'eccessiva diminuzione della frequenza cardiaca (bradicardia).[10]
- I β-bloccanti topici (ad esempio: gocce oftalmiche per il trattamento del glaucoma): il loro effetto può sommarsi a quello del bisoprololo.[10]
- Insulina e antidiabetici orali: aumenta il loro effetto ipoglicemizzante, infatti il blocco dei recettori β può nascondere la comparsa di sintomi di ipoglicemia.[10]
- Agenti anestetici: attenuazione della tachicardia riflessa e aumento del rischio di ipotensione.[10]
- Glicosidi digitalici: aumenta l'effetto cronotropo negativo (riduzione della frequenza cardiaca), e ulteriore rallentamento della conduzione nervosa.[10]
- Farmaci antiinfiammatori non steroidei (FANS): i FANS possono ridurre l’effetto ipotensivo del bisoprololo.[10]
- Agenti simpatico-mimetici β (ad esempio: isoprenalina, dobutamina): il loro effetti possono essere ridotti.[10]
- Simpatico-mimetici α/β adrenergici (come noradrenalina, adrenalina): l’associazione con il bisoprololo può smascherare gli effetti vasocostrittori di questi agenti mediati dai recettori α-adrenergici, causando un aumento della pressione sanguigna e un peggioramento della claudicatio intermittens. Tali interazioni sono considerate più probabili con i beta-bloccanti non selettivi.[10]
- Agenti antiipertensivi e altri farmaci con effetti secondari di riduzione della pressione sanguigna (come antidepressivi triciclici, barbiturici, fenotiazine) possono aumentare il rischio di ipotensione.[10]

### Associazioni da tenere presente
- Meflochina: aumento del rischio di bradicardia.[10]
- Inibitori delle monoaninossidasi (eccetto inibitori delle MAO-B): aumento dell’effetto ipotensivo dei betabloccanti ma anche rischio di crisi ipertensive.[10]
- Rifampicina: induce un aumento degli enzimi che metabolizzano il bisoprololo, quindi ne diminuiscono l'emivita (sebbene normalmente non siano necessari aggiustamenti posologici).[10]
- Derivati dell’ergotamina: aumenta i disturbi circolatori periferici.[10]

## Fertilità, gravidanza e allattamento

### Gravidanza
Il bisoprololo possiede proprietà farmacologiche potenzialmente nocive sulla gravidanza e/o sul feto/neonato perché i β-bloccanti (come bisoprololo) riducono la perfusione placentare, comportando ritardi della crescita, morte intrauterina, aborto o parto anticipato. Nel feto e nel neonato si possono verificare reazioni avverse (ad esempio ipoglicemia e bradicardia). Qualora fosse necessario ricorrere a bloccanti dei recettori β-adrenergici, è preferibile la terapia con i bloccanti β1. Il bisoprololo non va somministrato durante la gravidanza a meno che non sia strettamente necessario. In tal caso, è necessario tenere sotto controllo il flusso ematico utero-placentare e la crescita del feto. Sono generalmente previsti, entro i primi 3 giorni, i sintomi di ipoglicemia e bradicardia.

### Allattamento
Evitare l'allattamento durante la terapia con bisoprololo perché non è noto se il farmaco venga secreto nel latte materno, né la sicurezza dell’esposizione al bisoprololo nei neonati.

## Effetti sulla capacità di guidare veicoli e sull'uso dei macchinari
In uno studio clinico, in pazienti con malattia coronarica, è stato osservato che il bisoprololo non influisce negativamente sulla capacità di guidare. Tuttavia, per le variazioni individuali di reazione ai farmaci, la capacità di guidare e di usare macchinari può essere influenzata. Questo deve essere considerato, in particolare nelle fasi iniziali della terapia, in caso di cambiamento della terapia e in caso di assunzione contemporanea di bevande alcoliche.

## Dati preclinici di sicurezza
Studi su: sicurezza, tossicità per sovradosaggio, genotossicità e potenziale cancerogeno non riportano nessun rischio specifico per l'uomo. Come altri β-bloccanti, il bisoprololo ha provocato tossicità in gravidanza e tossicità embrio-fetale ad alte dosi (come spiegato nel paragrafo Fertilità gravidanza e allattamento) ma non ha mostrato effetti teratogeni, ovvero l'assunzione del farmaco non determina malformazioni fisiche del feto.

## Studio bisoprololo contro altri β-bloccanti
È stato condotto uno studio utilizzando UK Clinical Practice Research Datalink (CPRD), con lo scopo di confrontare gli effetti del bisoprololo contro altri β-bloccanti e altri farmaci diversi dai β-bloccanti, analizzando dunque il rischio di mortalità a lungo termine ed eventi cardiovascolari nei pazienti con angina.
Lo studio è stato condotto dal 2000 al 2014 su pazienti adulti a cui era stata diagnosticata per la prima volta l'angina, con più di 365 giorni di registrazione alla prima diagnosi di questa malattia e incominciando monoterapie di bisoprololo, altri β-bloccanti o farmaci diversi dai β-bloccanti entro sei mesi dalla diagnosi. 
I tassi di incidenza per ciascuna coorte di trattamento sono stati confrontati utilizzando il rapporto di rischio (HR) e gli intervalli di confidenza al 95% (IC) ottenuti dalle analisi di regressione di COX. Complessivamente, 987 pazienti sono stati trattati con bisoprololo, 1.348 con altri beta-bloccanti e 5.272 con farmaci diversi dai β-bloccanti. Nel follow-up totale (entro i 14 anni), l'HR di bisoprololo a paragone di altri β-bloccanti e farmaci diversi da β-bloccanti per mortalità era, rispettivamente, pari a 0,45 e 0,50. L'HR di bisoprololo in confronto ad altri beta-bloccanti per angina era 0,58 e contro farmaci diversi da β-bloccanti era pari a 0,77. Per l'infarto miocardico, l'HR di bisoprololo rispetto ai farmaci diversi dai β-bloccanti fino a 14 anni era 0,34 e rispetto agli altri β-bloccanti fino a 5 anni era 0,45. A 5 anni, l'HR di bisoprololo rispetto ad altri β-bloccanti e farmaci diversi da beta-bloccanti, per aritmia era rispettivamente di 0,60 e 0,61.
Questo suggerisce che bisoprololo è particolarmente adatto come trattamento di prima linea di angina in cure primarie.